# Rhynchosteres microps
Rhynchosteres microps är en stekelart som beskrevs av Fischer 1965. Rhynchosteres microps ingår i släktet Rhynchosteres och familjen bracksteklar. Inga underarter finns listade i Catalogue of Life.